# Disziplinarkommission der römischen Kurie
Die Disziplinarkommission der römischen Kurie  (lateinisch Commissio pro disciplina Curiæ Romanæ, italienisch Commissione Disciplinare della Curia Romana) ist ein Gremium der römischen Kurie für die Verhängung von Disziplinarstrafen gegen Mitarbeiter der römischen Kurie. Papst Johannes Paul II. gründete den Ausschuss am 5. Oktober 1981.
Bestehend aus einem Vorsitzenden und sechs Mitgliedern, die vom Papst für fünf Jahre ernannt werden, bestimmt sie Disziplinarstrafen wie zum Beispiel:
- Suspendierung,
- Freistellung,
- Entlassung.

## Präsidenten
Bis zum Jahre 2010 leitete der Präsident des Päpstlichen Rates für die Interpretation von Gesetzestexte die Kommission. Obwohl das Statut der Kommission die Leitung durch einen Bischof vorsehen, berief Papst Franziskus 2021 erstmals einen Laien an die Spitze des Gremiums.
- Rosalio Castillo Lara SDB (5. Oktober 1981–1990)
- Vincenzo Fagiolo (29. Dezember 1990–1997)
- Mario Francesco Pompedda (1997–16. November 1999)
- Julián Herranz Casado (3. Dezember 1999–11. Mai 2010)
- Giorgio Corbellini (11. Mai 2010–13. November 2019)
- Sedisvakanz (13. November 2019–8. Januar 2021)
- Vincenzo Buonomo (seit 8. Januar 2021)[1]